# Puente de Angostura
Die Puente de Angostura ist eine Straßenbrücke über den Orinoco in Venezuela bei Ciudad Bolívar. Sie war die erste Brücke über den Orinoco und hat mit 712 m die größte Spannweite aller Brücken Südamerikas.

## Name
Der Name der Brücke erinnert an den früheren Namen der Stadt, die 1764 an einer schmalen Stelle des Orinoco als Santo Tomé de Guayana de la Angostura del Orinoco (etwa: Sankt Thomas von Guayana an der Engstelle des Orinoco) angesiedelt und 1846 zu Ehren des Nationalhelden Simón Bolívar in Ciudad Bolívar umbenannt wurde.

## Lage
Die Puente de Angostura steht rund 5 km oberhalb von Ciudad Bolívar. Der Orinoco ist dort nur etwa 1000 m breit; an der engsten, 700 m breiten Stelle des Flusses liegt die Altstadt von Ciudad Bolívar. Die Brücke verbindet Ciudad Bolívar und damit den ganzen Bundesstaat Bolívar im Süden des Flusses mit dem Bundesstaat Anzoátegui und dem Norden Venezuelas. Sie ist ein Teil der vierspurigen, autobahnähnlichen Nationalstraße 16 von El Tigre nach Ciudad Bolívar.
Die nächste Brücke ist die 120 Straßenkilometer stromabwärts stehende zweite Brücke, die Puente Orinoquia, eine 2006 eröffnete Schrägseilbrücke für Straßen- und Eisenbahnverkehr. 370 Straßenkilometer stromaufwärts wird zwischen Cabruta im Distrikt Las Mercedes im Bundesstaat Guárico und Caicara del Orinoco im Distrikt Cedeño de Bolívar die dritte Brücke über den Orinoco gebaut, ebenfalls eine Schrägseilbrücke für den Straßen- und Eisenbahnverkehr, die den bis zu zwei Stunden dauernden Fährverkehr ablösen und 2015 fertig werden soll.

## Beschreibung
Die Puente de Angostura ist eine vierspurige Hängebrücke mit einem deutlich nach oben gewölbten Brückendeck. Die lichte Höhe über dem schiffbaren Orinoco beträgt 41 m bei Hochwasser bzw. 57 m bei Niedrigwasser. Auf der Brücke sind die Richtungsfahrbahnen nur durch einen doppelten Mittelstrich auf der Straße voneinander getrennt. Die frühere Mautpflicht wurde 2008 aufgehoben; die Mautstationen werden seitdem für unterschiedliche Kontrollen verwendet.
Ihr südlicher Pylon steht auf einer 170 m in den Fluss ragenden Felsrippe, der andere steht im Fluss etwa 120 m vor einem Felsvorsprung des nördlichen Ufers. Die 119,20 m hohen Pylone stehen auf runden Betonfundamenten. Ihre Pfeiler aus einer Stahl-Hohlkastenkonstruktion sind nur am oberen Ende durch einen als Rundbogen ausgebildeten Querriegel miteinander verbunden.
Die Brücke hat eine Spannweite von 712 m in der Hauptöffnung und von je 280 m in den seitlichen Öffnungen, die bis zu den deutlich vom Ufer abgerückten Ankerblöcken reichen. Ihre Länge zwischen den Ankerblöcken beträgt somit 1272 m, einschließlich der von außen zu den Ankerblöcken führenden Rampenbrücken  ist sie 1678,50 m lang.
Der Fahrbahnträger ist 16,60 m breit und besteht aus einer 17 m hohen Fachwerkkonstruktion, die ihn gegen vom Wind verursachte Schwingungen und Verdrehungen versteift. Die vier Fahrspuren à 3,65 m sind insgesamt 14,6 m breit.
Die 47 cm starken Tragseile wurden im Luftspinnverfahren aus je 7182 Drähten hergestellt.

## Geschichte
Mit der Planung und dem Bau der Puente de Angostura wurde ein Konsortium beauftragt, das aus dem venezolanischen Bauunternehmen Precomprimido C.A. und US Steel bestand, das American Bridge Company mit der Ausführung des Überbaus beauftragt hatte. Die Planung der Hängebrücke erfolgte durch Sverdrup & Parcel, die der Spannbeton-Rampenbrücken durch Precomprimido. Die Grundsteinlegung erfolgte am 19. Dezember 1962 durch Rómulo Betancourt, den damaligen Präsidenten Venezuelas. Am 6. Januar 1967 wurde die Brücke durch Raúl Leoni eröffnet, dem zu dieser Zeit amtierenden Präsidenten.
Zwischen 2006 und 2013 wurde die Brücke in drei Etappen grundlegend überholt.